# The Turks
The Turks är en fiktiv grupp som ingår i företaget Shin-Ra i Square Enix Playstation-spel Final Fantasy VII. Gruppen består av kostymklädda personer som sysslar med Shinras mer tveksamma affärer, där bland annat lönnmördande, kidnappning och dylikt ingår. I Final Fantasy VII dyker Turks upp då och då som fiender åt spelets protagonister. Senare spinoff-titlar på spelet som de är med i är även Before Crisis: Final Fantasy VII, ett mobilspel, Last Order: Final Fantasy VII, ett tecknat animeavsnitt, samt CGI-anime Final Fantasy VII: Advent Children.
I Final Fantasy VII: Advent Children har The Turks fått en något snällare roll. I vissa situationer i spelet påpekade Reno att de kunde bilda en allians med spelets protagonister för att det passade deras syften. Samma sak gäller i Advent Children. The Turks är numera på sätt och vis arbetslösa, eftersom Shin-Ra inte direkt är vad det en gång var, men de fortsätter ändå att jobba åt Rufus Shinra av någon anledning.

## Medlemmar
I och med spin-off titlar så som Before Crisis har det dykt upp fler medlemmar i The Turks men dessa har förblivit namnlösa. Men eftersom Before Crisis utspelar sig före Final Fantasy VII kan man påstå att The Turks blivit en mindre grupp med endast fyra medlemmar då endast dessa existerar under Final Fantasy VII:s tidsperiod.

### Tseng
Tseng är The Turks seriösa ledare. Han har en bakgrund med Aeris Gainsborough sedan hon var liten. Tseng troddes dö under spelets gång när han brutalt höggs ner av Sephiroth i Temple of the Ancients men hans återkomst i Advent Children pekade på att han överlevde skadan.
Det faktum att Tseng troddes dö i spelet berodde på en felöversättning. I den japanska versionen av spelet står det att Tseng svimmar, men i USA/europaversionen översattes det till att han dog. Det var alltså aldrig meningen att Tseng skulle dö.

### Reno
Reno, är den rödhåriga medlemmen med lång hästsvans, två röda tatueringar på varsin kind och oknäppt jacka. Reno är både kaxig och lat men samtidigt sprallig. Han har en tendens att lyckas med alla sina uppdrag och utför dem professionellt. Men för honom är det bara ett jobb och han bryr sig egentligen inte om vad Shin-Ra vill. Han gör bara deras smutsjobb när han väl jobbar, men aldrig annars. Reno har en bra relation till den tredje medlemmen Rude och deras vänskap tenderar att bli komisk i vissa situationer.
Första gången i Final Fantasy VII som Cloud Strife stöter på Reno är inne i  Aeris kyrka. Reno har fått order om att gripa henne och därför tagit med sig Shin-Ra-soldater. Cloud och Aeris lyckas dock fly och allt Reno fick ut av försöket att gripa dem var att bli utskrattad av sina soldater då han trampat ner Aeris blommor, något som han själv sagt att ingen skulle få göra. Reno är även den som får i uppdrag att detonera bomben som spränger pelaren som håller upp sektor 7. Han går däremot inte därifrån helt oskinnad. I ett sista försök att stoppa Shin-Ra från att spränga pelaren anländer Cloud,  Barett och  Tifa. De går till attack mot Reno som så småningom flyr för att undvika att dras med i pelarens fall. Efter det uppdraget tvingas Reno vila och  Elena ersätter honom tills vidare i The Turks.
Sista gången spelets protagonister stöter på Reno är i Midgars tunnelbanor där spelaren får valet att välja att slåss med dem en sista gång eller gå därifrån utan bråk.
I  Advent Children slår sig Reno ihop med Cloud Strife och det övriga gänget för att slå ut en ännu större fiende. Reno och Rude fungerar mest som den komiska biten i filmen. Under filmens gång tvingas Reno ta en kamp med en av antagonisterna, Yazoo. Yazoo visar sig vara den bättre, men Reno hämnas senare med att detonera en bomb framför Yazoo medan han åker på sin motorcykel i jakt på Cloud.
Renos engelska röst görs av Quinton Flynn.

### Rude
Huvudartikel: Rude
Rude är en lång, tyst och flintskallig man som ständigt bär solglasögon. Rude har en vana att inte säga så mycket till folk bortsett från till Reno. Men bakom den tysta och lugna fasaden finns en riktig kämpe. Rude har vid flera tillfällen visat att han kan slåss med nävarna. Han blir även avslöjad under en diskussion med Reno att han är lite småkär i Tifa Lockhart.
I Advent Children hamnar Rude i slagsmål med en av antagonisterna, Loz som ger Rude en omgång som han sent kommer att glömma. Striden avslutas inte riktigt eftersom Loz och de andra sticker.

### Elena
Elena är den enda av det kvinnliga könet och även den yngsta i det nuvarande Turks. En blond och välklädd tjej som fick en plats i gruppen efter att Reno blivit tvingad att ta en paus då han fick några skador under en strid med AVALANCHE i Midgar. Elena är rätt naiv och en typisk person som följer reglerna exakt. Men trots hennes inställning är hon den som gör bort sig mest med upprepade försägningar om vad Turks nästa mål är och liknande. Hon är lite småkär i Tseng och håller Cloud skyldig för att han blivit skadad av Sephiroths attack. I Advent Children dyker Elena upp i några väldigt korta sekvenser där hon tillsammans med Tseng räddar Rufus Shin-Ra från en säker död.

## Tidigare Medlemmar
- Veld är den förra ledaren för Turks. Han är en man som inte accepterar misslyckande och hans inställning skrämmer de flesta i gruppen bortsett från Tseng som såg honom mer som en förebild. Tseng övertog så småningom hans position.
- Vincent Valentine var tidigare en Turk innan han slog sig ihop med AVALANCHE. Cirka 30 år innan Final Fantasy VII jobbade han med skytte i The Turks. Men allt föll i spillror när han fick order om att följa med till Nibelheim där han så småningom blev skjuten av Professor Hojo på grund av sin inställning till Jenova-projektet. Hojo använde senare Vincent till sina experiment vilket ledde till olika förändringar i hans kropp. Bland annat slutade Vincent att åldras och stannade vid 27 år. Vincent fick även mystiska krafter som är näst intill demonliknande.